# Massada
Massada (em hebraico:  מְצָדָה məṣādā, ‘fortaleza’; em árabe: جبل مسعدة) é um complexo de fortaleza localizado no topo de uma montanha no Deserto da Judeia, com vista para a margem ocidental do Mar Morto no sudeste de Israel. A fortificação, construída no século I a.C., foi erguida sobre um platô natural que se eleva a mais de 400 m (1 300 pés) acima do terreno ao redor, cerca de 20 km (12 milhas) a leste de Arad.
A parte mais significativa dos vestígios no local data do reinado de Herodes, o Grande, Rei do Reino herodiano da Judeia c. 37–4 a.C., que transformou Massada em um refúgio fortificado no deserto, no início de seu governo. Ele cercou o cume com uma muralha de casamatas e torres, construindo armazéns, um avançado sistema de água e casas de banho, juntamente com dois palácios elaborados: um no lado ocidental e outro construído em três terraços na encosta norte. Esses palácios permanecem entre os melhores exemplos da arquitetura herodiana.
Massada é mais conhecida por seu papel durante a Primeira Guerra Romano-Judaica (66–73), quando se tornou o último reduto dos rebeldes judeus após a destruição de Jerusalém. Um grupo conhecido como os Sicários, liderado por Eleazar ibne Iair, defendeu o local contra a Legião X Fretensis romana sob o comando de Lúcio Flávio Silva. Os romanos iniciaram o cerco construindo uma muralha de circunvalação e uma enorme rampa. De acordo com Josefo, quando as muralhas foram violadas em 73/74, os romanos encontraram cerca de mil habitantes mortos por suicídio coletivo — uma alegação que permanece debatida entre historiadores. Nos tempos modernos, a história de Massada foi interpretada como um símbolo de heroísmo que se tornou influente na identidade nacional inicial de Israel.
Escavações lideradas pelo arqueólogo Yigael Yadin na década de 1960 descobriram restos notavelmente preservados, incluindo os palácios de Herodes, armazéns com resquícios de alimentos, banhos rituais, uma sinagoga, uma capela, columbários, manuscritos e cacos de cerâmica com nomes, um deles inscrito como "ben Ya'ir", possivelmente ligado aos últimos dias dos defensores. As obras romanas de cerco e as bases no entorno continuam visíveis e estão entre os exemplos mais intactos de Engenharia militar romana. Atualmente, Massada é um Patrimônio Mundial da UNESCO e uma das atrações turísticas mais populares de Israel, recebendo cerca de 750 mil visitantes por ano.

## Geografia
O penhasco de Massada é, do ponto de vista geológico, um horst. Como o platô termina abruptamente em penhascos que caem cerca de 400 m (1 300 pés) para o leste e cerca de 90 m (300 pés) para o oeste, as abordagens naturais até a fortaleza são muito difíceis de navegar. O topo da meseta é plano e de formato romboide, medindo cerca de por 550 m (1 800 pés) por 270 m (890 pés). Herodes construiu uma muralha de casamatas com cerca de 4 metros (13 pé) de altura ao redor do planalto, totalizando aproximadamente 1 300 m (4 300 pés) de extensão, reforçada por diversas torres. A fortaleza continha armazéns, barracões, um armaria, um palácio e uma série de cisternas (com capacidade em torno de 40 000 metros cúbicos) que eram reabastecidas pela água da chuva — dizia-se que a água de um único dia de chuva seria capaz de sustentar mais de mil pessoas por 2 ou 3 anos. Três caminhos estreitos e sinuosos subiam de baixo até portões fortificados.

## História
Quase todas as informações históricas sobre Massada vêm do historiador judeu-romano do século I, Flávio Josefo. Massada também é mencionada nos Documentos do Deserto da Judeia.

### Fortaleza hasmoniana
Josefo escreve que o local foi inicialmente fortificado pelo governante hasmoniano Alexandre Janeu no século I a.C. Entretanto, até o momento, nenhuma estrutura da época hasmoniana pôde ser identificada durante as escavações arqueológicas.
Josefo acrescenta que Herodes, o Grande, capturou-a na disputa de poder que se seguiu à morte de seu pai Antípatro em 43 a.C. Ela sobreviveu ao cerco do último rei hasmoniano Antígono II Matatias, que governou com apoio parta.

### Palácio-fortaleza herodiano

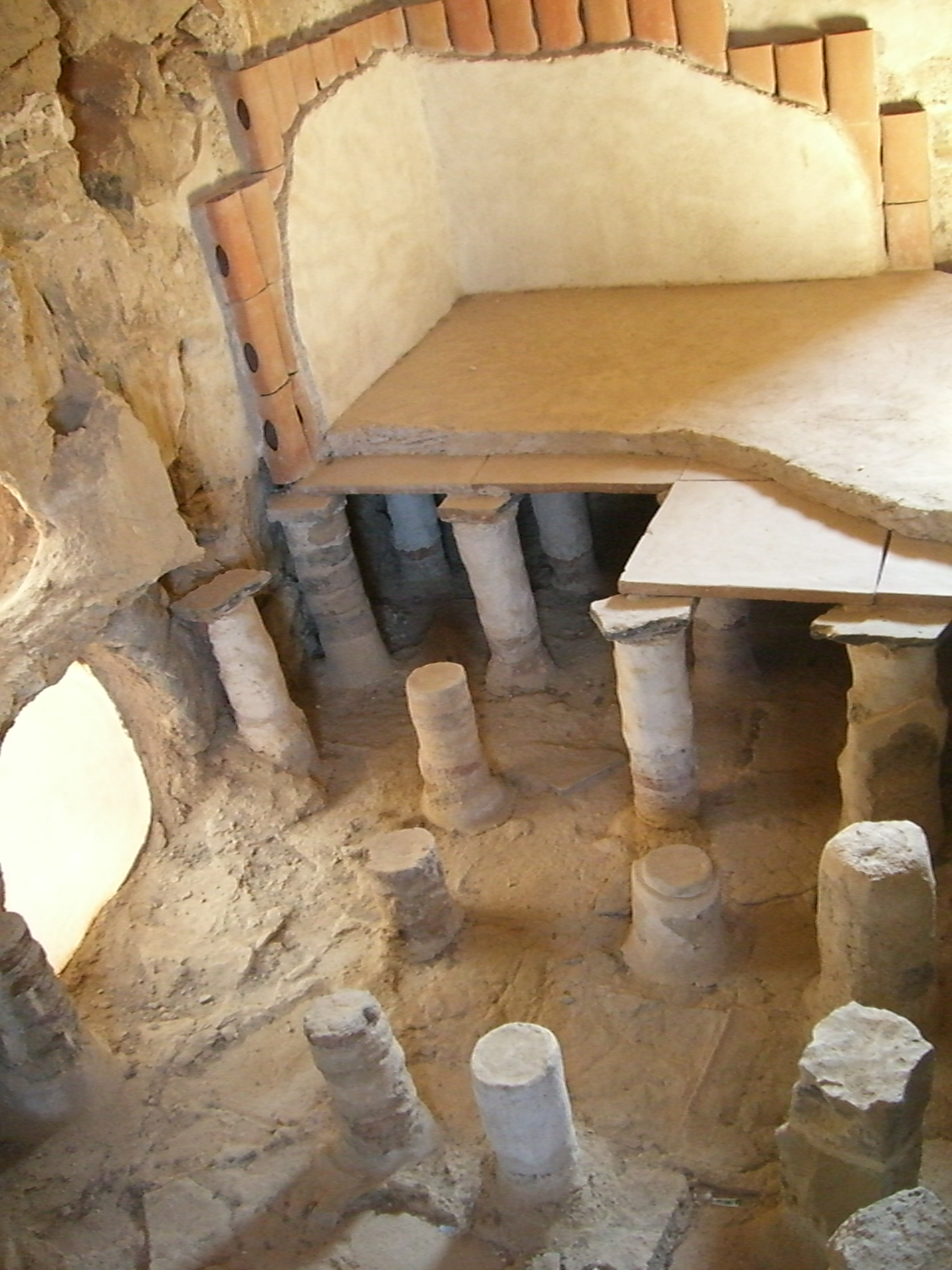
Um caldário (sala quente) em banho público de estilo romano (#35 no plano)

De acordo com Josefo, entre 37 e 31 a.C., Herodes, o Grande, construiu uma grande fortaleza no platô como refúgio para si em caso de revolta e ergueu dois palácios com um extenso suprimento de alimentos.

### Primeira guerra romano-judaica
Em 66, um grupo de rebeldes judeus, os sicários, derrotou a guarnição romana de Massada com o auxílio de uma estratagema. Segundo Josefo, os sicários eram um grupo dissidente judeu extremista, antagonista de um grupo maior de judeus referidos como Zelotes, que carregaram o principal fardo da revolta. Josefo afirma que os sicários saquearam vilarejos judeus próximos, incluindo Ein Gedi, onde massacraram 700 mulheres e crianças.
Em 73, o governador romano da Judeia, Lúcio Flávio Silva, à frente da Legião X Fretensis, sitiou Massada. Outra fonte sugere o ano do cerco como 73 ou 74 A legião romana cercou Massada, construindo uma muralha de circunvalação e então uma rampa de cerco contra a face ocidental do platô. De acordo com Dan Gill, investigações geológicas no início da década de 1990 confirmaram observações anteriores de que a rampa de ataque de 114 m de altura consistia majoritariamente em um esporão natural de rocha.
A rampa foi concluída na primavera de 73, após provavelmente dois ou três meses de cerco, permitindo que os romanos violassem as muralhas da fortaleza com um aríete em 16 de abril. Os romanos empregaram a Legião X e várias unidades auxiliares e prisioneiros de guerra judeus, totalizando cerca de 15 000 homens, dos quais se estima que de 8 000 a 9 000 eram combatentes, para subjugar a resistência judaica em Massada.
Uma enorme torre de cerco com um aríete foi construída e movida lentamente até o topo da rampa concluída. De acordo com Josefo, quando as tropas romanas adentraram a fortaleza, descobriram que os defensores haviam incendiado todas as edificações, exceto os armazéns de comida, e cometido suicídio em massa ou matado uns aos outros, totalizando 960 homens, mulheres e crianças. Josefo relatou dois discursos comoventes que o líder sicário teria feito para convencer seus homens a se matarem. Apenas duas mulheres e cinco crianças foram encontradas vivas.
Presume-se que Josefo baseou sua narrativa nos comentários de campo dos comandantes romanos que estavam acessíveis a ele.
Há discrepâncias entre achados arqueológicos e o relato de Josefo. Ele menciona apenas um dos dois palácios que foram escavados, refere-se a apenas um incêndio, embora muitas construções mostrem danos de fogo, e afirma que 960 pessoas foram mortas, enquanto foram encontrados restos de, no máximo, 28 corpos. Alguns dos outros detalhes fornecidos por Josefo estavam corretos — por exemplo, ele descreve os banhos que foram construídos ali e o fato de que os pisos em algumas edificações "foram pavimentados com pedras de várias cores", além de muitas cisternas cavadas na rocha viva. Yadin encontrou alguns pisos de mosaico parcialmente intactos que correspondem a essa descrição.

### Monastério bizantino de Marda
Massada foi ocupada pela última vez durante o período bizantino, quando uma pequena igreja foi estabelecida no local. A igreja fazia parte de um assentamento monástico identificado com o monastério de Marda, conhecido pela literatura hagiográfica. Essa identificação é em geral aceita pelos pesquisadores. O Aramaico como substantivo comum marda, "fortaleza", corresponde em significado ao nome grego de outro monastério do deserto da época, Kastellion, e é usado para descrever aquele local na vita (biografia) de São Sabas, mas é usado como nome próprio apenas para o monastério em Massada, como se pode ver na vita de São Eutímio.

## Arqueologia

### Período calcolítico
Em uma caverna quase inacessível, chamada Caverna de Yoram, localizada no penhasco sul a 100 m abaixo do platô, foram encontrados numerosos restos de plantas, dentre os quais sementes de cevada de 6 000 anos em tal bom estado de conservação que seu genoma pôde ser sequenciado. Foi a primeira vez que isso ocorreu com um genoma de planta calcolítica, que também é o mais antigo já sequenciado. O resultado ajudou a determinar que a domesticação inicial da cevada, datada em outros locais do Crescente Fértil em 10 mil anos atrás, ocorreu mais ao norte, no Vale do Jordão, em algum ponto do norte de Israel.
As sementes encontradas na Caverna de Yoram diferiam consideravelmente da variedade selvagem, provando um processo de domesticação já avançado, mas muito semelhantes aos tipos de cevada ainda cultivados na região — um indício de notável constância. Considerando a dificuldade de acesso à caverna, cuja entrada fica a cerca de 4 m acima do caminho de acesso exposto, os pesquisadores especularam que servia como refúgio de curto prazo para pessoas do período Calcolítico fugindo de alguma catástrofe desconhecida.

### Identificação e escavações iniciais
O local de Massada foi identificado em 1838 pelos norte-americanos Edward Robinson e Eli Smith, e em 1842 o missionário americano Samuel W. Wolcott e o pintor inglês W. Tipping foram os primeiros modernos a escalá-la. Após visitar o local várias vezes nas décadas de 1930 e 1940, Shmarya Guttman conduziu uma escavação exploratória inicial em 1959.

### Expedição de Yigael Yadin
Massada foi extensivamente escavada entre 1963 e 1965 por uma expedição liderada pelo arqueólogo israelense e então ex-Chefe do Estado-Maior Yigael Yadin.
Devido ao isolamento do local em relação a assentamentos humanos e ao seu ambiente árido, o sítio permaneceu em grande parte intocado por humanos ou pela natureza por dois milênios.
Muitos dos edifícios antigos foram restaurados a partir de seus restos, assim como as pinturas murais dos dois principais palácios de Herodes e as casas de banho em estilo romano que ele construiu. A sinagoga, os armazéns e as casas dos rebeldes judeus também foram identificados e restaurados.
Duas terceiras partes das cisternas de água situam-se caminho acima na encosta, drenando os uádis próximos por um elaborado sistema de canais, o que explica como os rebeldes conseguiram conservar água por tanto tempo.
A rampa de ataque romana ainda está de pé no lado ocidental e pode ser escalada a pé. A muralha de circunvalação de aproximadamente um metro de altura que os romanos construíram ao redor de Massada pode ser vista, juntamente com oito acampamentos de cerco romanos logo do lado de fora dessa muralha. As instalações romanas de cerco como um todo, especialmente a rampa de ataque, são as mais bem preservadas de seu tipo e constituem o motivo de Massada ter sido declarada Patrimônio Mundial pela UNESCO.
Dada a grande atenção do público, Yadin publicou um livro em 1966 para o público geral, "מצדה" ("Massada").

#### Descobertas epigráficas
No interior da sinagoga, foi encontrado um ostracon com a inscrição ma'aser cohen (מעשר כוהן, dízimo para o sacerdote), bem como fragmentos de dois rolos: partes de Deuteronômio e do Livro de Ezequiel (incluindo a visão dos "ossos secos") (Deuteronômio 33-34 e Ezequiel 35-38), achados escondidos em buracos cavados sob o piso de uma pequena sala construída dentro da sinagoga. Em outros loci foram encontrados fragmentos dos livros do Gênesis, Levítico, Salmos e Sirácida, bem como do Cântico dos Sacrifícios de Shabat.
Na área em frente ao Palácio do Norte, foram recuperados 11 pequenos óstracos, cada um contendo um único nome. Um deles diz "ben Ya'ir" (בןיאיר) e poderia ser abreviação de Eleazar ben Ya'ir, o comandante da fortaleza. Os outros dez nomes podem ser daqueles homens escolhidos por sorteio para matar os demais e então a si mesmos, conforme relatado por Josefo.

#### Restos humanos

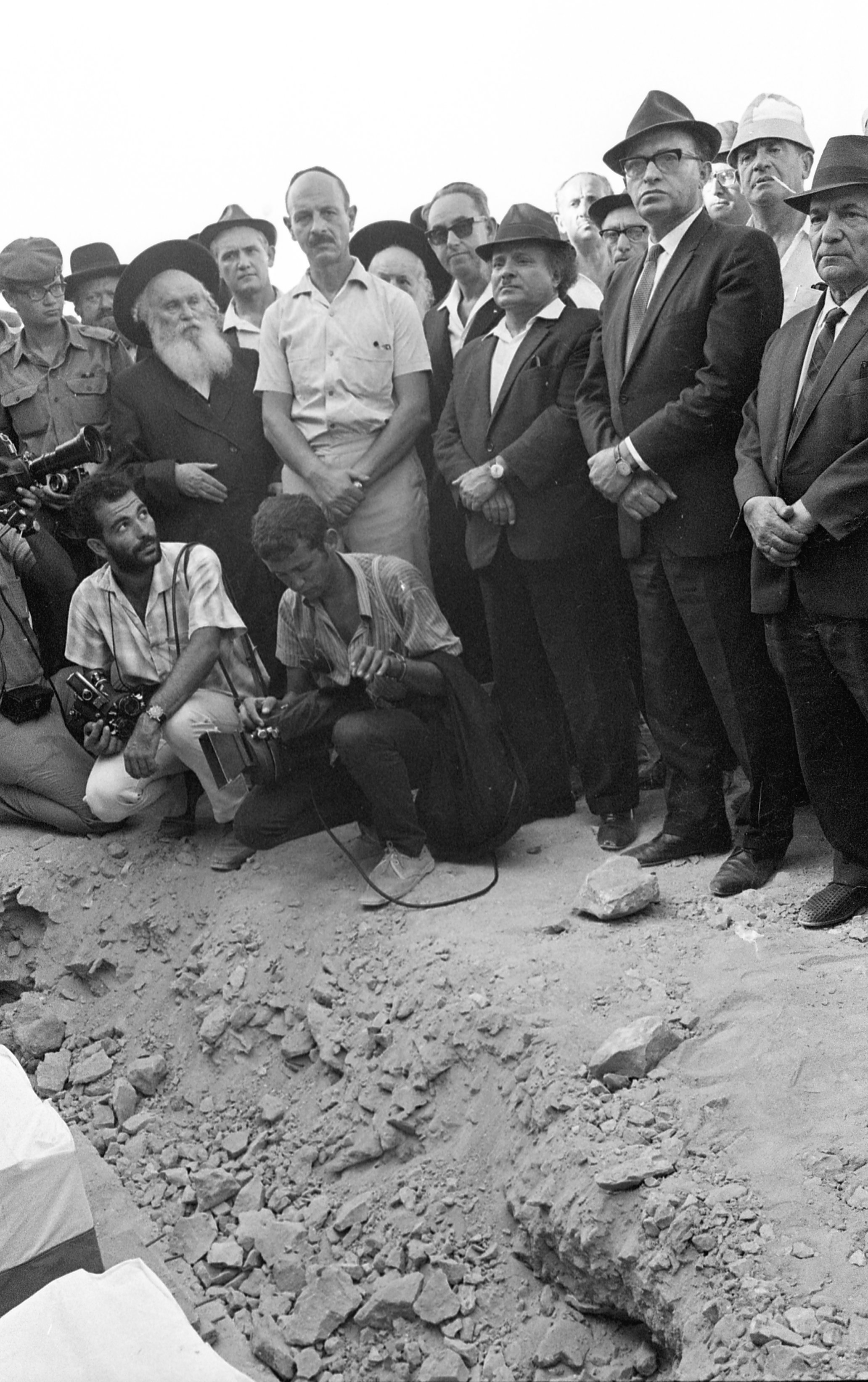
Funeral dos restos humanos descobertos em Massada, 1969. Menachem Begin e Yisrael Yeshayahu segundo e terceiro a partir da direita.

Foram encontrados, no máximo, os restos de 28 pessoas em Massada, possivelmente 29, incluindo um feto. Os restos de 25 indivíduos foram achados em uma caverna fora e abaixo da muralha sul. Os restos de outros dois homens e uma mulher foram localizados na casa de banho do Palácio do Norte.
Das ossadas encontradas na casa de banho, estimou-se, em uma análise, que os homens teriam 40 e 20–22 anos; em outra análise, 22 e 11–12, ou, com base em dentes, entre 16–18 anos. Estimou-se a idade da mulher em 17–18 anos. Os ossos dos homens estavam incompletos; apenas o cabelo — uma cabeça cheia de cabelo com tranças, mas sem ossos — da mulher foi encontrado.
A análise forense mostrou que o cabelo havia sido raspado da cabeça da mulher com um instrumento afiado enquanto ela ainda estava viva, prática prescrita para mulheres capturadas na Bíblia (Deuteronômio 21: 10-12) e no rolo do Templo do século II a.C.. As tranças indicam que ela era casada. Com base nessas evidências, o antropólogo Joe Zias e o cientista forense Azriel Gorski acreditam que os restos possam ser de romanos que os rebeldes capturaram quando tomaram a guarnição.
Quanto aos escassos restos de 24 pessoas encontrados na caverna ao sul, na base do penhasco, o escavador Yigael Yadin não tinha certeza de sua etnia. As autoridades rabínicas concluíram que se tratava dos restos dos defensores judeus, e em julho de 1969, eles foram enterrados com honras de judeus em uma cerimônia oficial. A datação por carbono dos tecidos encontrados com os restos na caverna indica que pertencem ao período da revolta, e foram encontrados ossos de porco, algo que ocasionalmente ocorre em sepultamentos romanos devido a sacrifícios de porcos. Isso sugere que poderiam pertencer a soldados ou civis romanos que ocuparam o local antes ou depois do cerco. Zias questionou se havia, de fato, restos de 24 indivíduos, já que apenas 4% dessa quantidade de ossos foi recuperada.

#### Semente de tamareira do período romano
Uma semente de tamareira da Judeia com 2 000 anos de idade descoberta durante as escavações arqueológicas no início dos anos 1960 foi germinada com sucesso em uma tamareira, popularmente chamada de "Matusalém", em referência à figura mais longeva da Bíblia. Na época, foi a germinação mais antiga conhecida, mantendo-se assim até que um novo recorde fosse estabelecido em 2012. Em fevereiro de 2024, permanece a semente mais antiga a ter sido germinada com sucesso.

#### Monastério bizantino
Restos de uma igreja bizantina datada dos séculos V e VI foram escavados no platô.

### Arqueologia vs. Josefo

#### Nenhum vestígio hasmoniano encontrado
A equipe de Yadin não detectou vestígios arquitetônicos do período hasmoniano; os únicos achados firmemente datados dessa época foram numerosas moedas de Alexandre Janeu. Pesquisadores especularam que o bloco sudoeste do Palácio Ocidental e os edifícios auxiliares a leste e ao sul dele poderiam ser hasmonianos, baseando-se em semelhanças com os Palácios Gêmeos em Jericó. Entretanto, seus escavadores não conseguiram descobrir nenhuma evidência arqueológica capaz de sustentar essa suposição.

#### Descrição imprecisa
Segundo Shaye Cohen, a arqueologia mostra que o relato de Josefo é "incompleto e impreciso". Josefo fala de apenas um palácio; a arqueologia revela dois. Sua descrição do palácio do norte contém várias imprecisões, e ele exagera nos números sobre a altura das muralhas e torres. O relato de Josefo é contradito pelos "esqueletos na caverna e pelos numerosos incêndios separados".

#### Historicidade do suicídio em massa
De acordo com Josefo, o Cerco de Massada realizado pelas tropas romanas entre 73 e 74, ao final da Primeira Guerra Romano-Judaica, culminou no suicídio coletivo de 960 sicários que ali estavam escondidos. Contudo, as evidências arqueológicas pertinentes a esse evento são ambíguas e rejeitadas inteiramente por alguns estudiosos. Eric Cline também acredita que Josefo está recontando um evento semelhante ocorrido com ele durante o Cerco de Yodfat. Lá, ele e outro soldado, os últimos sobreviventes, decidiram render-se ao invés de um matar o outro.

## Turismo moderno
Massada foi declarada Patrimônio Mundial da UNESCO em 2001. Em 2007, foi inaugurado o Museu Massada em Memória de Yigael Yadin no local, onde achados arqueológicos são exibidos de forma cênica. Muitos dos artefatos em exibição foram descobertos por Yadin e sua equipe arqueológica da Universidade Hebraica de Jerusalém na década de 1960.

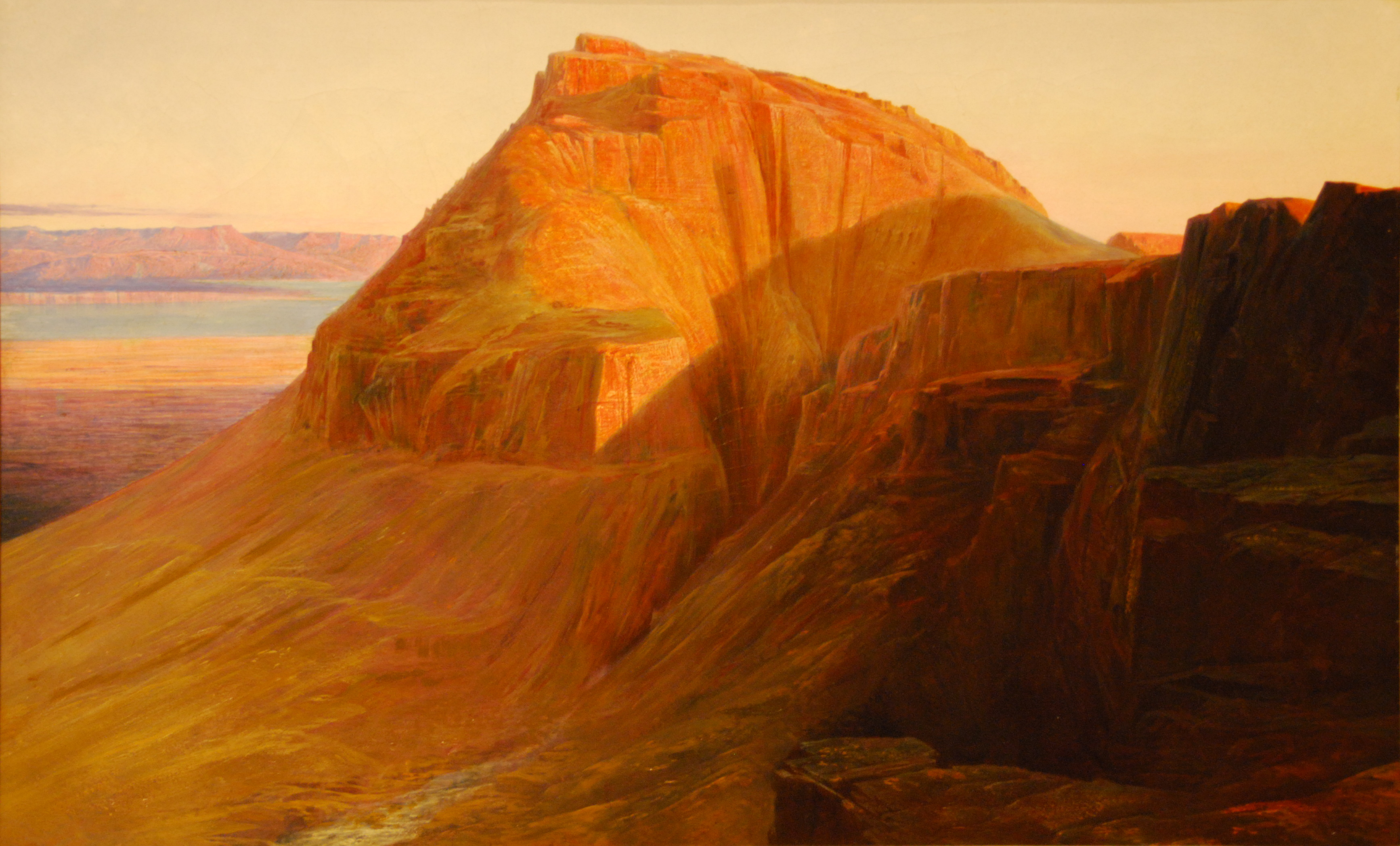
Massada, pintada por Edward Lear, 1858.

Um show de luz e som é apresentado em algumas noites de verão no lado oeste da montanha (acesso de carro pela estrada de Arad ou a pé, descendo a montanha pela Trilha da Rampa Romana).

## Fases e layout

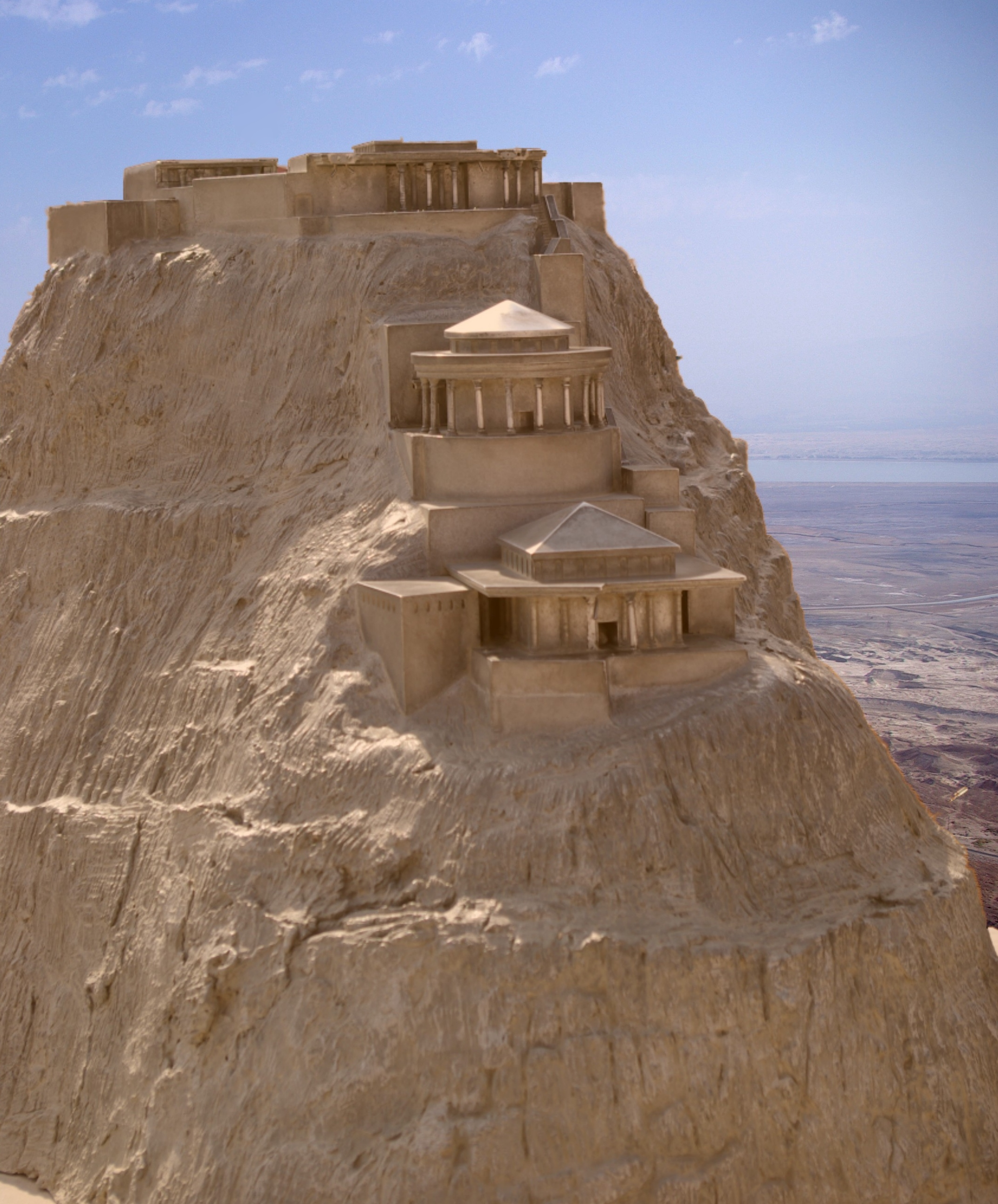
Modelo do terraço inferior do Palácio do Norte

Exemplo de arquitetura herodiana, Massada foi o primeiro sítio que Herodes, o Grande, fortificou após assumir o controle de seu reino.

### Fase I: Palácio Ocidental etc.
A primeira das três fases construtivas concluídas por Herodes começou em 35 a.C. Durante essa fase inicial, o Palácio Ocidental foi construído, juntamente com três palácios menores, um armazém e um quartel de soldados. Três torres de columbário e uma piscina no extremo sul do local também foram concluídas durante essa fase construtiva.
O centro original do Palácio Ocidental era quadrado e acessado através de um pátio aberto no canto noroeste do edifício. O pátio era a sala central do Palácio Ocidental e conduzia os visitantes a um pórtico, usado como área de recepção. Em seguida, os visitantes eram levados a uma sala do trono. Ao lado da sala do trono, havia um corredor usado pelo rei, com uma sala de vestir particular, que também possuía outra entrada que ligava ao pátio por meio da sala de mosaico. A sala de mosaico continha degraus que levavam ao segundo andar, com quartos separados para o rei e a rainha.

### Fase II: Palácio do Norte etc.
A segunda fase construtiva, em 25 a.C., incluiu um acréscimo ao Palácio Ocidental, um grande complexo de armazenamento de alimentos e o Palácio do Norte. Este é um dos palácios-fortalezas mais luxuosos de Herodes, construído no topo do morro, no lado norte de Massada, com mais dois níveis abaixo, sobre o fim do penhasco. O terraço superior do Palácio do Norte incluía acomodações para o rei e um pórtico semicircular para observação da paisagem. Uma escadaria no lado oeste descia ao terraço intermediário, que era um salão circular de recepção decorado. O terraço inferior também servia para recepções e banquetes, cercado em todos os quatro lados por pórticos e incluindo uma casa de banho em estilo romano.

### Fase III: muralha de casamatas etc.
Em 15 a.C., durante a terceira e última fase de construção, todo o sítio de Massada — exceto o Palácio do Norte — foi cercado por uma muralha de casamatas, constituída por uma parede dupla com um espaço intermediário dividido em salas por paredes perpendiculares; essas salas eram usadas como alojamentos para soldados e também como espaço extra de armazenamento. O Palácio Ocidental também foi expandido pela terceira vez, para incluir mais salas destinadas aos criados e suas funções.
| Plano do sítio | Plano do sítio |
| -------------- | --- |
|                | 1. Portão da Trilha da Serpente 2. Moradias dos rebeldes 3. Caverna monástica bizantina 4. Cisternas de água orientais 5. Moradias dos rebeldes 6. mikvá 7. Portão sul 8. Moradias dos rebeldes 9. Cisternas de água ao sul 10. Fortaleza ao sul 11. Piscina 12. Pequeno palácio 13. Torre redonda de columbário 14. Oficina de mosaico 15. Pequeno palácio 16. Pequeno palácio 17. Piscina em degraus 18. Palácio Ocidental: área de serviço 19. Palácio Ocidental: área residencial 20. Palácio Ocidental: armazéns 21. Palácio Ocidental: área administrativa 22. Torre dos curtidores 23. Portão bizantino ocidental 24. Torres de columbário 25. Sinagoga 26. Igreja bizantina 27. Quartéis 28. Complexo norte: grande residência 29. Complexo norte: pedreira 30. Complexo norte: quartel-general do comandante 31. Complexo norte: torre 32. Complexo norte: edifício administrativo 33. Complexo norte: portão 34. Complexo norte: armazéns 35. Complexo norte: casa de banho 36. Complexo norte: portão de água 37. Palácio do Norte: terraço superior 38. Palácio do Norte: terraço intermediário 39. Palácio do Norte: terraço inferior A. Conjunto de óstracos encontrado na casamata B. Sala do trono de Herodes C. Mosaico colorido D. Ponto de ruptura feito pelos romanos E. Conjunto de moedas encontrado F. Conjunto de óstracos encontrado G. Três esqueletos encontrados |

## Galeria

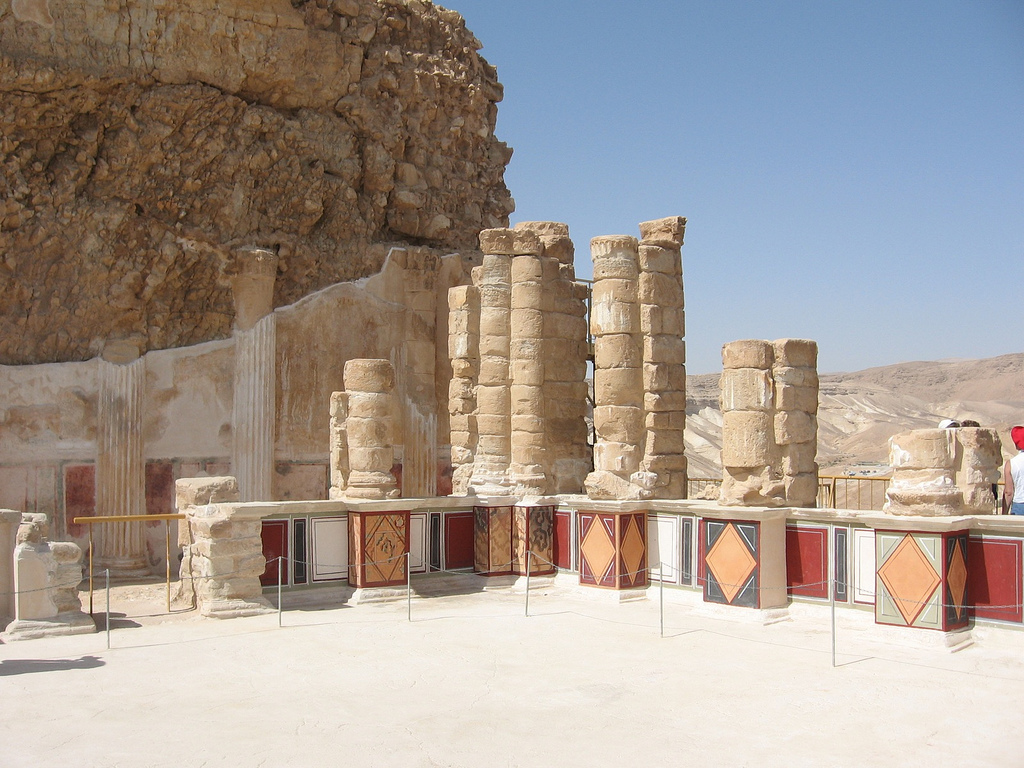
Terraço inferior do Palácio do Norte (#39 no plano)
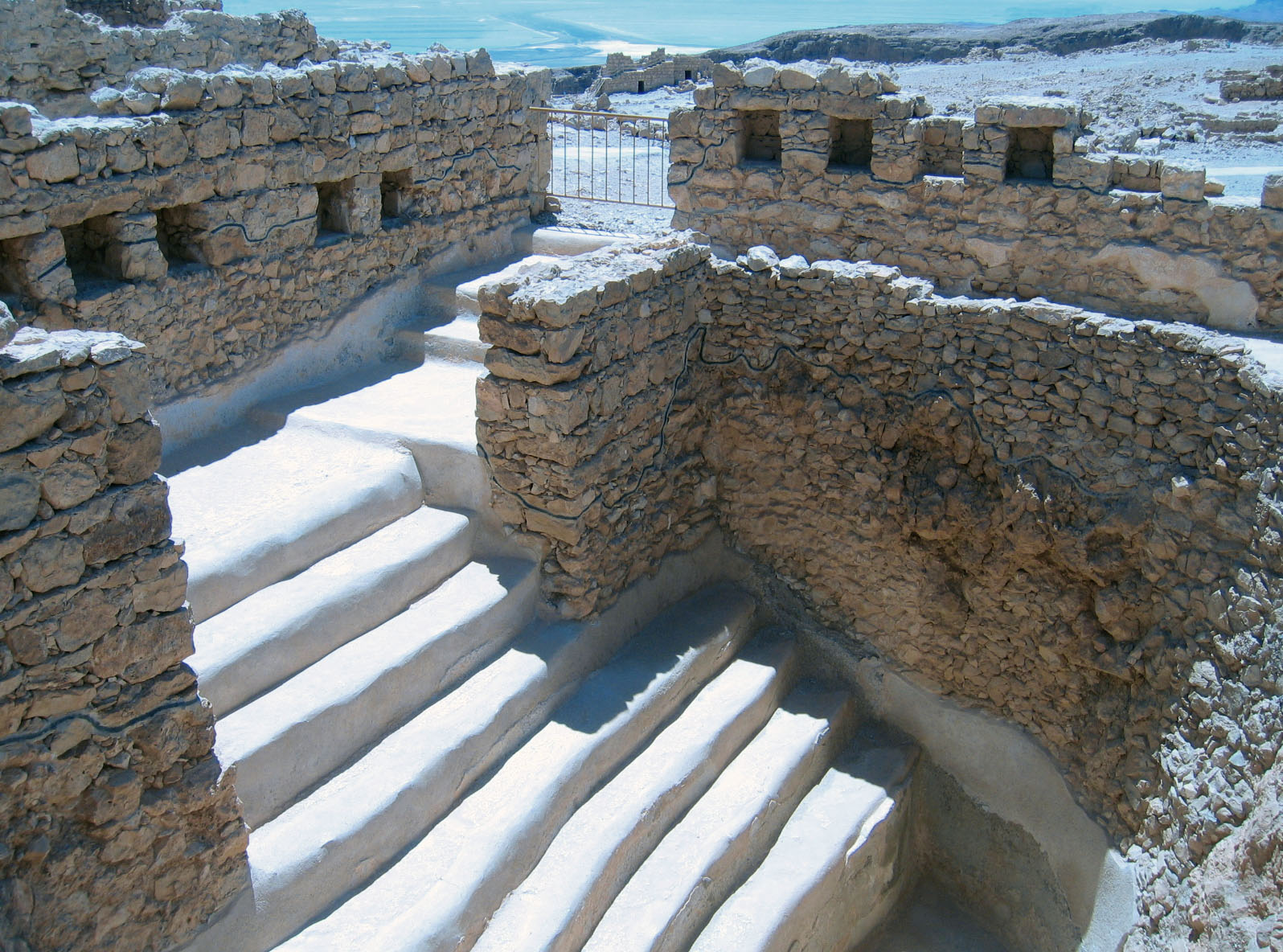
Piscina em degraus interpretada por Yadin como piscina herodiana, possivelmente usada como banho ritual público (mikvá) pelos rebeldes (#17 no plano)
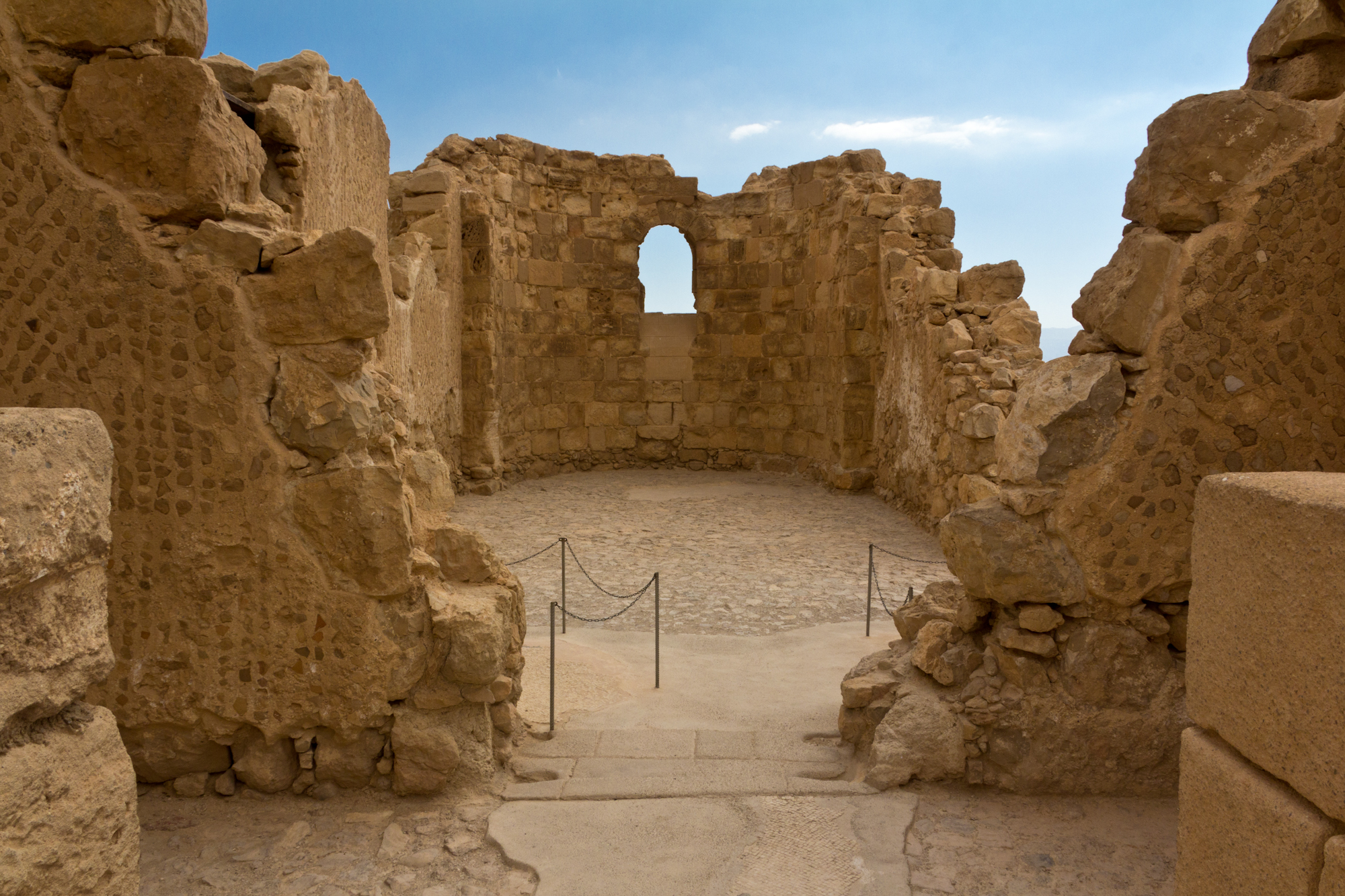
Igreja bizantina (#26 no plano)
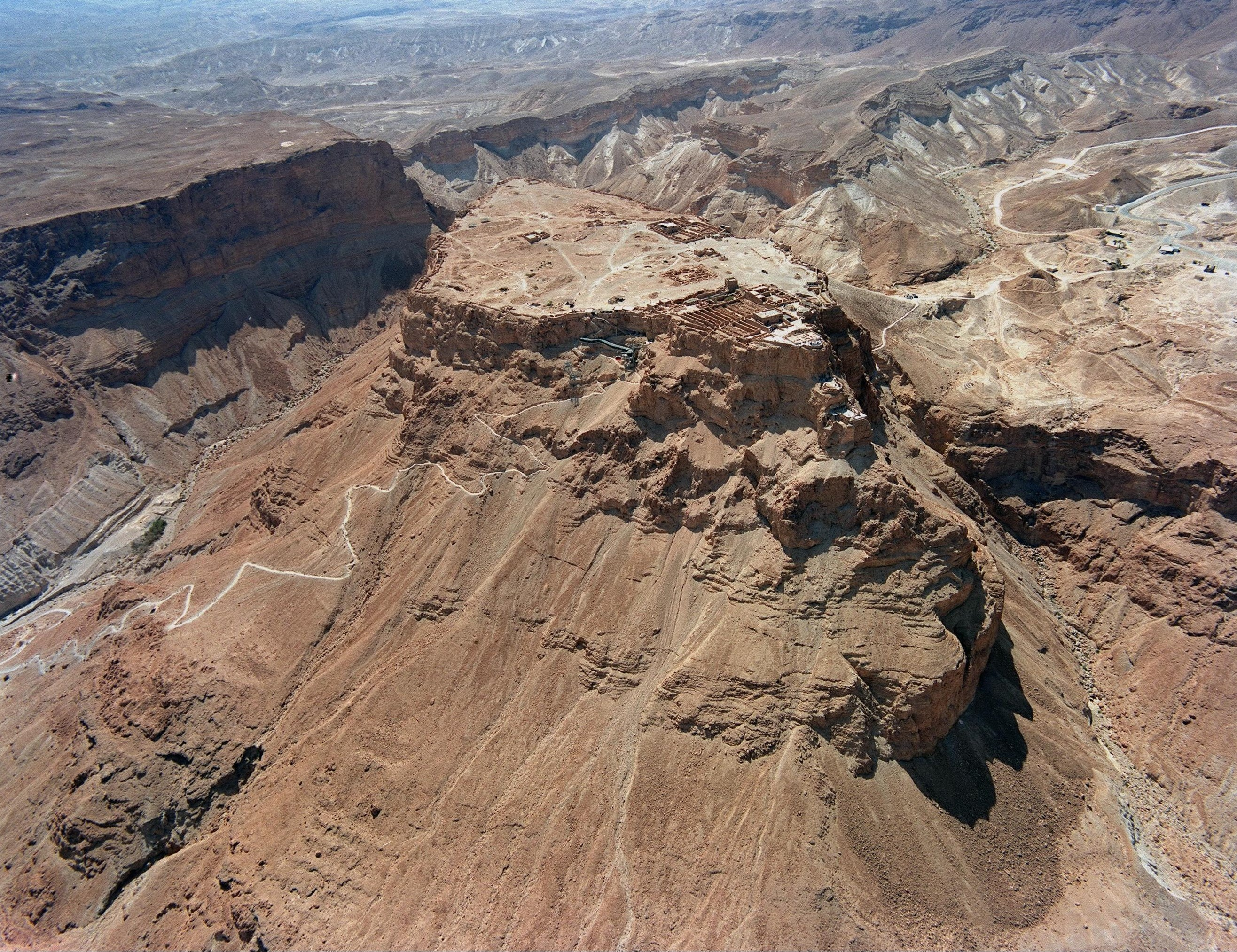
Vista aérea mostrando Massada e a Trilha da Serpente a partir do nordeste
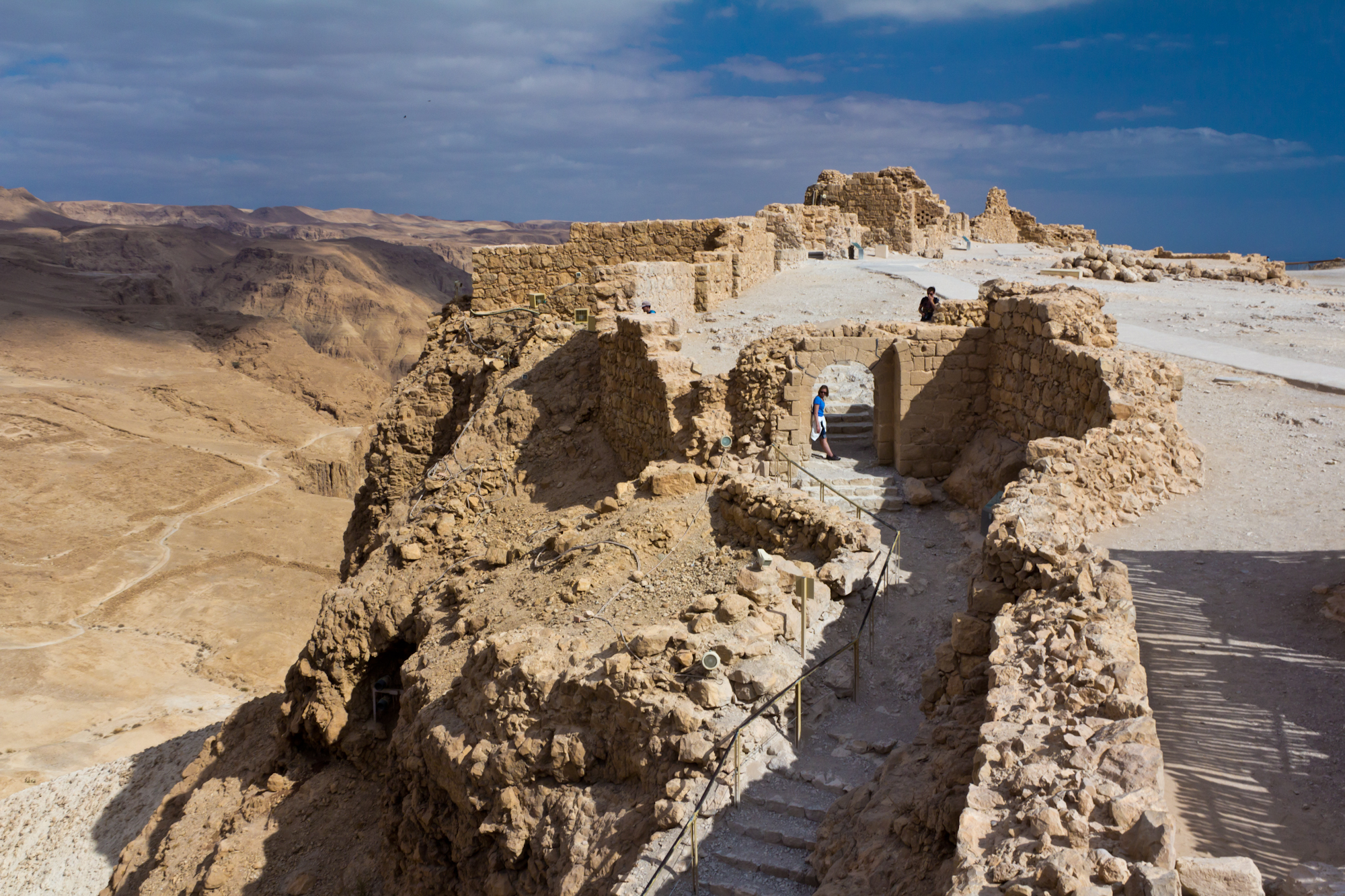
Portão bizantino ocidental de Massada (#23 no plano)
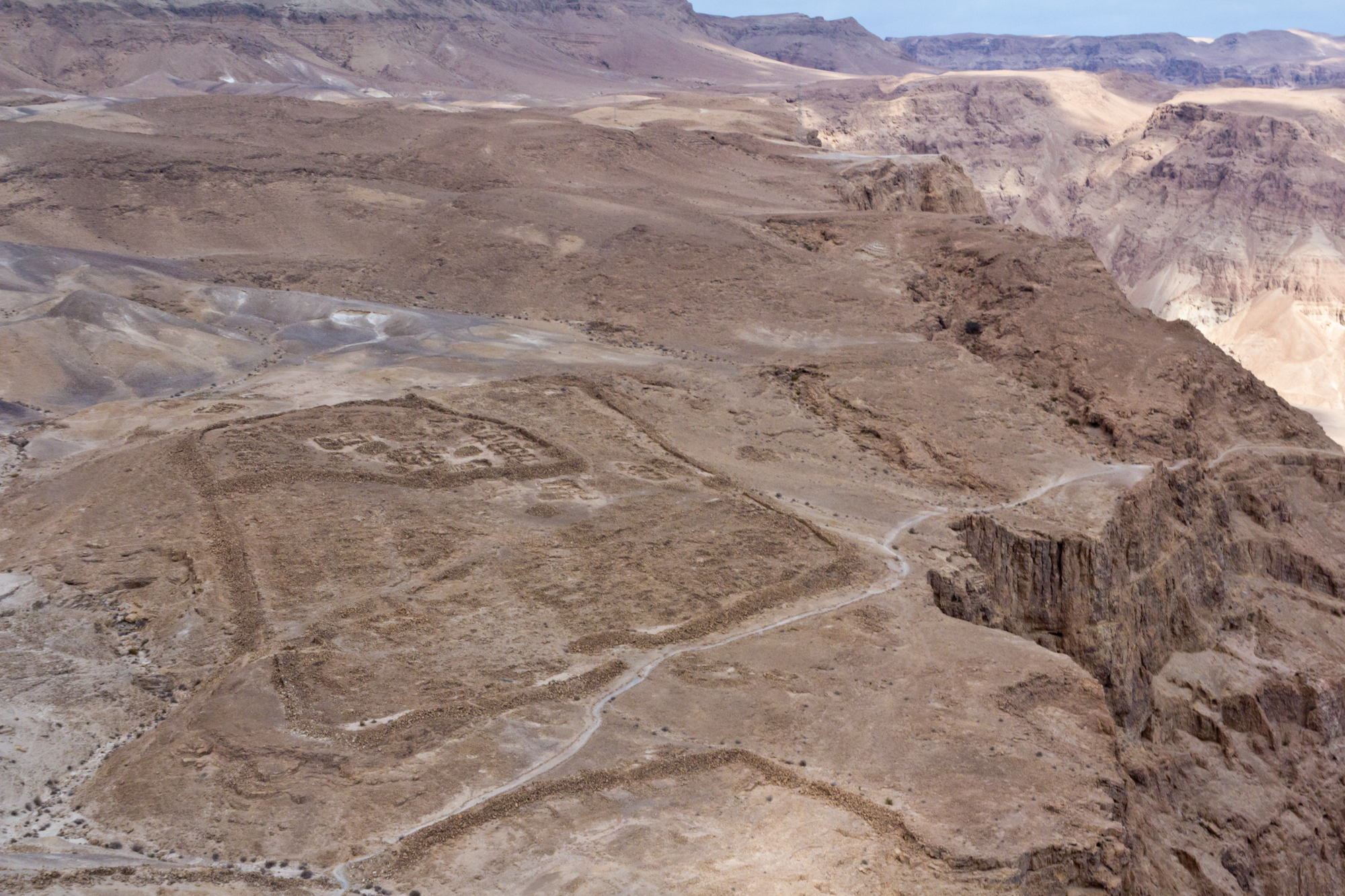
Acampamento romano F e seção da muralha de circunvalação romana
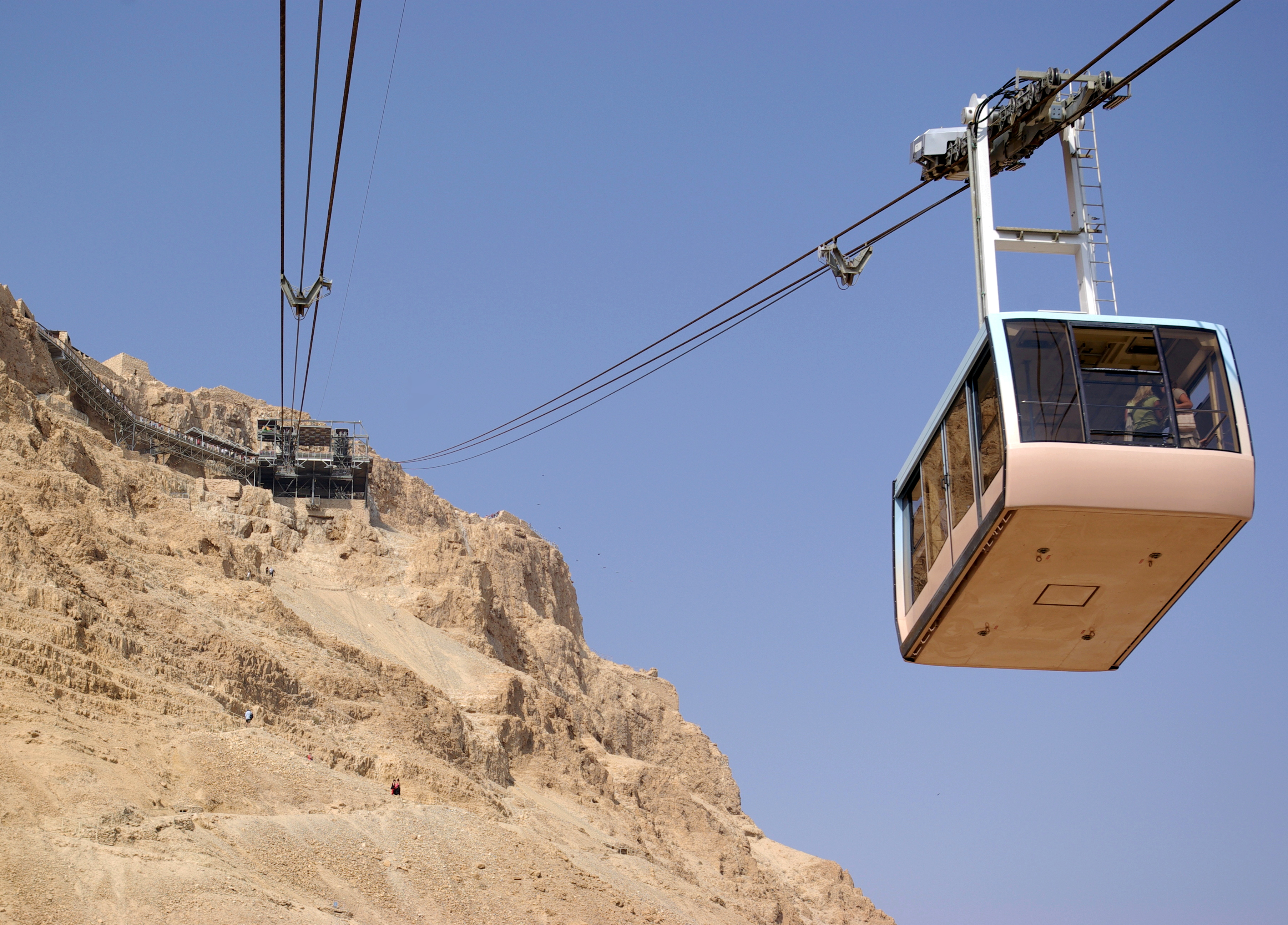
Teleférico (Teleférico de Massada) descendo de Massada

## Legado

### Segunda Guerra Mundial
A história de Massada inspirou o "Plano Massada", criado pelos britânicos durante o período do Mandato. O plano consistia em posicionar tropas do Palmach em pontos defensivos no Monte Carmelo para deter o avanço esperado de Erwin Rommel na região em 1942. O plano foi abandonado após a derrota de Rommel na Segunda Batalha de El Alamein.

### Exército de Israel

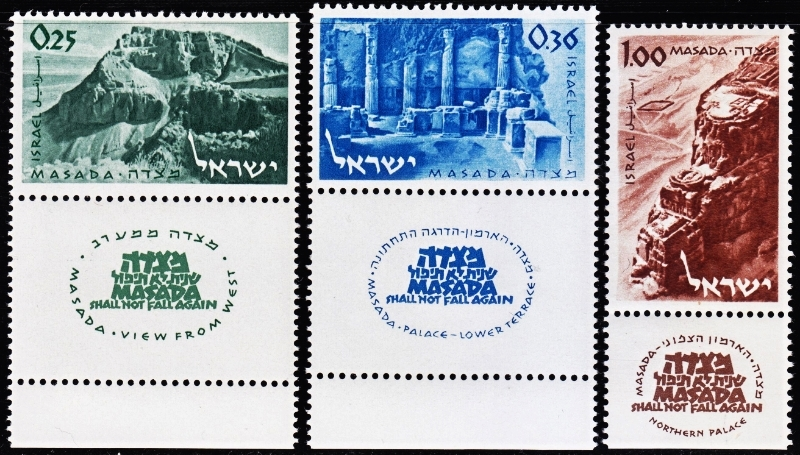
Série de três selos comemorativos de Massada, emitidos por Israel em 1965

O Chefe do Estado-Maior das Forças de Defesa de Israel (FDI), Moshe Dayan, iniciou a prática de realizar a cerimônia de juramento de soldados do Corpo Blindado Israelense que concluíam seu tironut (treinamento básico) no topo de Massada. A cerimônia terminava com a declaração: "Massada não cairá novamente." Os soldados escalavam a Trilha da Serpente à noite e faziam o juramento com tochas ao fundo. Essas cerimônias agora também ocorrem em outros locais memoráveis, incluindo o Memorial do Corpo Blindado em Latrun, o Muro das Lamentações e Colina da Munição em Jerusalém, a Prisão de Akko e bases de treinamento.

## Na cultura popular
- Uma minissérie sobre a cidadela foi transmitida em 1981.[53]
- O boxeador judeu-americano de peso meio-médio-ligeiro Cletus Seldin usa um casaco com as palavras "Remember the Masada" nas costas.[54]
- Massada foi um local de destaque nos episódios nove e dez de The Amazing Race Australia 1 (2011).[55]
- Em 2017, Jean Michel Jarre realizou um show de música eletrônica próximo à fortaleza.[56]
- Massada é o local principal nos episódios nove e dez da quarta temporada de Preacher.[57]

## Leituras adicionais

### História
- Schwartz, Barry; Zerubavel, Yael; Barnett, Bernice M.; Steiner, George (1986). «The Recovery of Masada: A Study in Collective Memory». Wiley. The Sociological Quarterly. 27 (2): 147–164. ISSN 0038-0253. JSTOR 4106206. doi:10.1111/j.1533-8525.1986.tb00254.x
- Silberman, Neil Asher (1989). Between Past and Present: Archaeology, Ideology, and Nationalism in the Modern Middle East. [S.l.]: Doubleday
- Zerubavel, Yael (1995). Recovered Roots: Collective Memory and the Making of Israeli National Tradition. [S.l.]: University of Chicago Press. ISBN 978-0-226-98157-4
- Ben-Yehuda, Nachman (1996). Masada Myth: Collective Memory and Mythmaking in Israel. [S.l.]: University of Wisconsin Press. ISBN 978-0-299-14833-1
- Cockburn, Patrick (30 de março de 1997). «Ancient battle divides Israel as Masada 'myth' unravels». The Independent. Consultado em 13 de julho de 2024
- Green, Arnold H. (1997). «Review: History and Fable, Heroism and Fanaticism: Nachman Ben-Yehuda's "The Masada Myth"». Brigham Young University Studies. 36 (3): 403–424. ISSN 0007-0106. JSTOR 43044142
- Ben-Yehuda, Nachman. Sacrificing Truth: Archaeology and the Myth of Masada, Humanity Books, 2002.
- Magness, Jodi (2021). Masada: From Jewish Revolt to Modern Myth. [S.l.]: Princeton University Press. ISBN 978-0-691-21677-5
- Shavit, Ari (2014). My Promised Land: the triumph and tragedy of Israel. [S.l.]: Scribe Publications Pty Limited. ISBN 978-1-922072-51-1

### Relatórios arqueológicos
- Avi-Yonah, Michael et al., Israel Exploration Journal 7, 1957, 1–160 (relatório de escavação de Massada)
- Yadin, Yigael. Israel Exploration Journal 15, 1965 (relatório de escavação de Massada).
- Yadin, Yigael (1966). Masada; Herod's fortress and the Zealot's last stand. Nova York: Random House. OCLC 1175632
- Pearlman, Moshe (1967). The Zealots of Masada: Story of a Dig. Nova York: Scribner. OCLC 2019849
- Netzer, E., Masada; The Yigael Yadin Excavations 1963–1965. Vol III. IES Jerusalém, 1991.
- Roller, Duane W. The Building Program of Herod the Great, Berkeley and Los Angeles: University of California Press, 1998.
- Netzer, Ehud. The Palaces of the Hasmoneans and Herod the Great. Jerusalém: Yed Ben-Zvi Press and The Israel Exploration Society, 2001.
- Ehud Netzer, The Rebels' Archives at Masada, Israel Exploration Journal, Vol. 54, No. 2 (2004), pp. 218–229
- Bar-Nathan, R., Masada; The Yigael Yadin Excavations 1963–1965, Vol VII. IES Jerusalém, 2006.
- Jacobson, David, "The Northern Palace at Masada – Herod's Ship of the Desert?" Palestine Exploration Quarterly, 138,2 (2006), 99–117.